# خوش‌نشین‌ها
خوش‌نشین‌ها، یک مجموعه طنز به کارگردانی سعید آقاخانی و تهیه‌کنندگی ایرج محمدی و مهران مهام است. این سریال به سفارش گروه فیلم و سریال شبکهٔ سوم تلویزیون ایران تولید و در آبان ماه سال ۱۳۸۹ به روی آنتن این شبکه رفت.

## خلاصه سریال
آفاق همراه دانیال پسرش و سارا دخترش از سفر برمی‌گردند. دلهره از زمانی شروع می‌شود که اردشیر همسر آفاق که قرار بوده‌ به استقبال آن‌ها بیاید نیامده است. آن‌ها به ناچار با تاکسی به خانه می‌روند اما متوجه می‌شوند که اردشیر خانه را فروخته است. صدری دوستش هم از محل اردشیر اظهار بی‌اطلاعی می‌کند. آرام آرام مفقود شدن اردشیر برای خانواده‌اش ماجراهایی می‌آفریند که اتفاقات سریال خوش نشین‌ها را رقم می‌زند.

## بازیگران
| بازیگر           | نقش            | توضیحات        |
| ---------------- | -------------- | -------------- |
| سیروس گرجستانی   | اردشیر شمشیری  | همسر آفاق      |
| حمید لولایی      | تورج صدری      | دوست اردشیر    |
| مرجانه گلچین     | آفاق           | همسر اردشیر    |
| علی صادقی        | دانیال شمشیری  | پسر اردشیر     |
| حدیثه تهرانی     | سارا شمشیری    | دختر اردشیر    |
| کولان دبستانی    | لادن کامرانی   | همسر دانیال    |
| مهران رجبی       | کامران کامرانی | پدر لادن       |
| امیر غفارمنش     | یونس           | برادر آفاق     |
| صبا کمالی        | مهشید خسروی    | سهامدار شرکت   |
| سپند امیرسلیمانی | حامد فروزش     | خواستگار سارا  |
| محمد کاسبی       | مرتضی فروزش    | پدر حامد       |
| حلیمه سعیدی      | خاله‌قزی        | مادر آفاق      |
| بهشاد شریفیان    | ناصر فتوحی     | سهامدار شرکت   |
| خشایار راد       | فکور           | رئیس شرکت حامد |
| سیروس میمنت      | ‌راننده         | راننده تاکسی   |
| پرستو مقدم       | پرستو فروزش    | خواهر حامد     |
| گیتی معینی       | نرگس           | مادر حامد      |
| اردشیر کاظمی     | پدرام          | نگهبان ساختمان |
| بیژن رحمانی      | بیژن           | دوست دانیال    |
| پروین میکده      | پرستو          | همسایه خاله‌قزی |